# Pharaon de Winter
Pharaon de Winter né à Bailleul le 17 novembre 1849 et mort à Lille le 22 juin 1924 est un peintre français.

## Famille et éducation
Sa famille est d'origine modeste, son père est sabotier. La famille est nombreuse, Pharaon de Winter est le troisième de douze enfants. En 1861, il quitte Bailleul pour loger chez sa tante à Bruges où il commence sa formation artistique. De retour en France, il entre à l'école des beaux-arts de Lille en 1869, et se perfectionne avec Alphonse Colas. En 1872, il s'installe à Paris et entre à l'École des beaux-arts de Paris dans l'atelier d'Alexandre Cabanel. Il fréquente alors Jean-Baptiste Carpeaux et Pierre Puvis de Chavannes.
Marié en 1877 à son modèle Angéline Charlet, il a d'elle un fils, mais ils meurent tôt en 1879. Il se marie à nouveau en 1889 avec Julie Marie Fagoo. Ils ont deux enfants : en 1891, Zéphir, son second fils, suivi d'une fille, Rosa, née en 1901.

## Carrière
L'artiste se distingue dans les Salons, aux côtés de ses amis les peintres Jules Breton  et Jules Bastien-Lepage. Il peint sur de nombreux thèmes en accordant une grande place au dessin dans ses tableaux : portraits, paysages, scènes d'intérieur, scènes religieuses…
En 1887, il devient le directeur des cours de dessin et de peinture à l'école des beaux-arts de Lille. Il formera de nombreux peintres. Parmi ses élèves, il eut Jean Baltus, peintre des Alpilles.
Avant tout attaché à sa Flandre natale, Pharaon de Winter est un portraitiste qui saisit l'âme de ses modèles dont l'humanité se concentre sur le visage et sur les mains. Inscrit dans le réalisme de la tradition flamande, son art est intime et grave, et parle aux esprits réfléchis.
Victime de troubles de la vue en 1912, il subit six opérations aux yeux en pleine occupation ennemie. À ses souffrances s'ajoutent les cruelles épreuves de la guerre avec notamment l'éloignement de son fils Zéphyr, retenu sous les drapeaux à la veille de sa libération du service militaire.
En avril 1918, il apprend que l'assaut allemand a détruit la ville de Bailleul, faisant disparaître la maison de ses parents, celle qu'il avait fait construire et son atelier où devait naître son musée.

## Œuvres dans les collections publiques
- Bailleul, musée Benoît-De-Puydt :
  - Autoportrait, 1905, huile sur toile ;
  - Au Dispensaire, huile sur toile.

Triptyque
Il a réalisé un triptyque sur la vie du Christ : La Rédemption dont les deux premiers panneaux, intitulés Les Saintes femmes au tombeau et L'Adoration des bergers se trouvent dans l'église Saint-Vincent de Marcq-en-Barœul, tandis que le troisième, panneau central du triptyque intitulé La Déploration du Christ, est conservé dans l'église Saint-Martin de Croix,.
- L'Adoration des bergers, église Saint-Vincent de Marcq-en-Barœul.
- Les saintes Femmes au tombeau, église Saint-Vincent de Marcq-en-Barœul.
- La Déploration du Christ, église Saint-Martin de Croix.

Œuvres de Pharaon de Winter
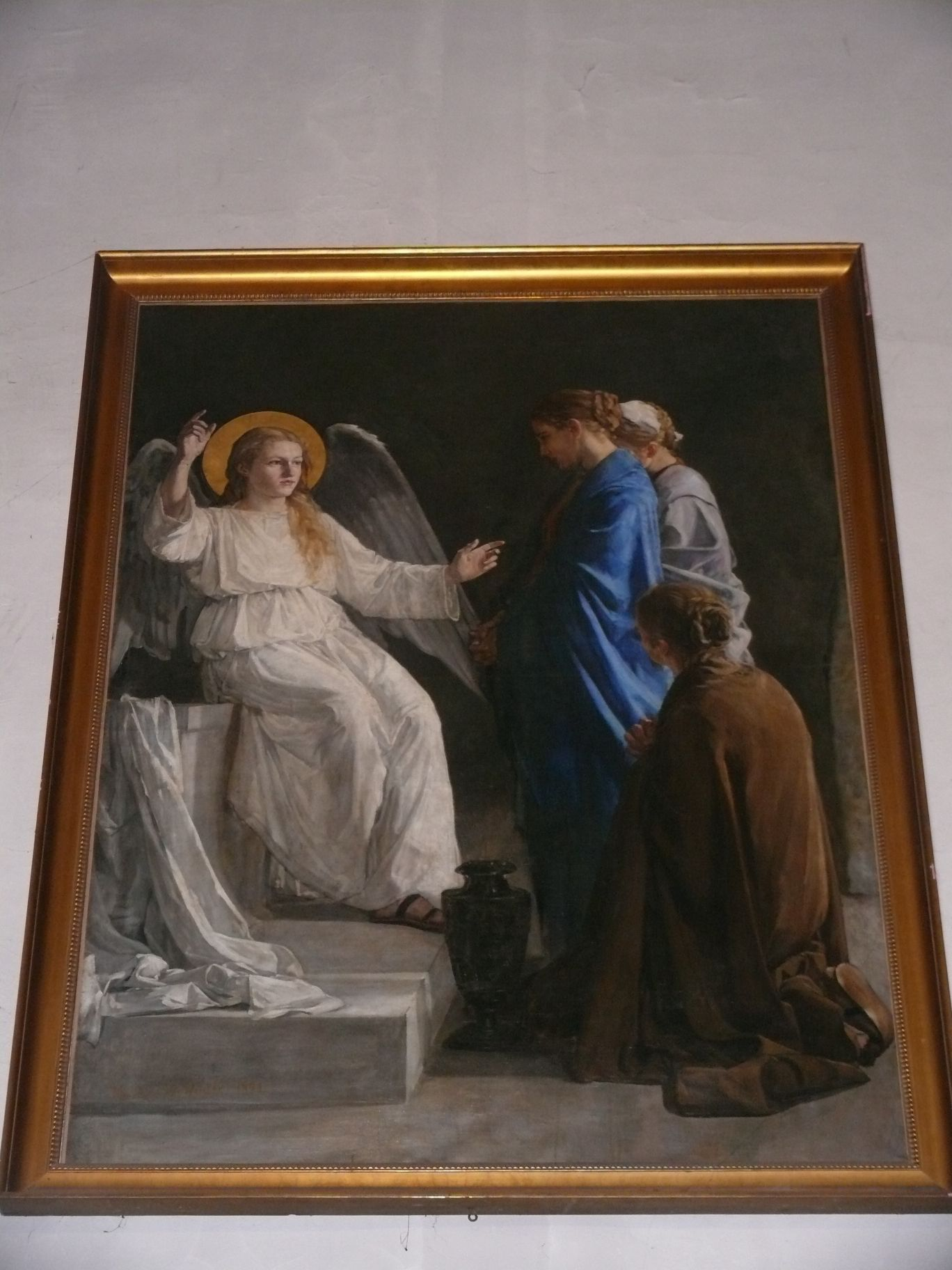
Les saintes Femmes au tombeau, église Saint-Vincent de Marcq-en-Barœul.
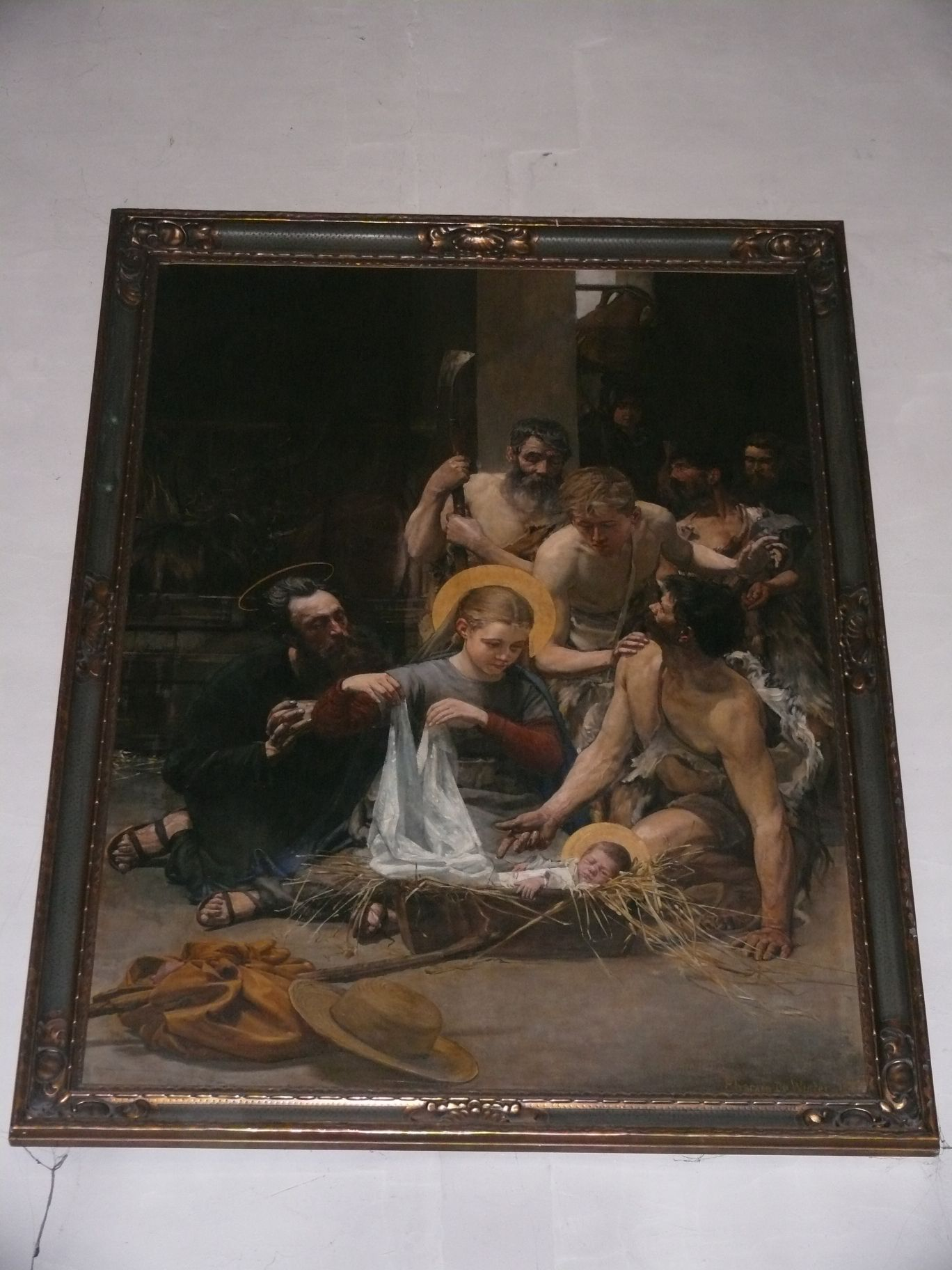
L'Adoration des bergers, église Saint-Vincent de Marcq-en-Barœul.
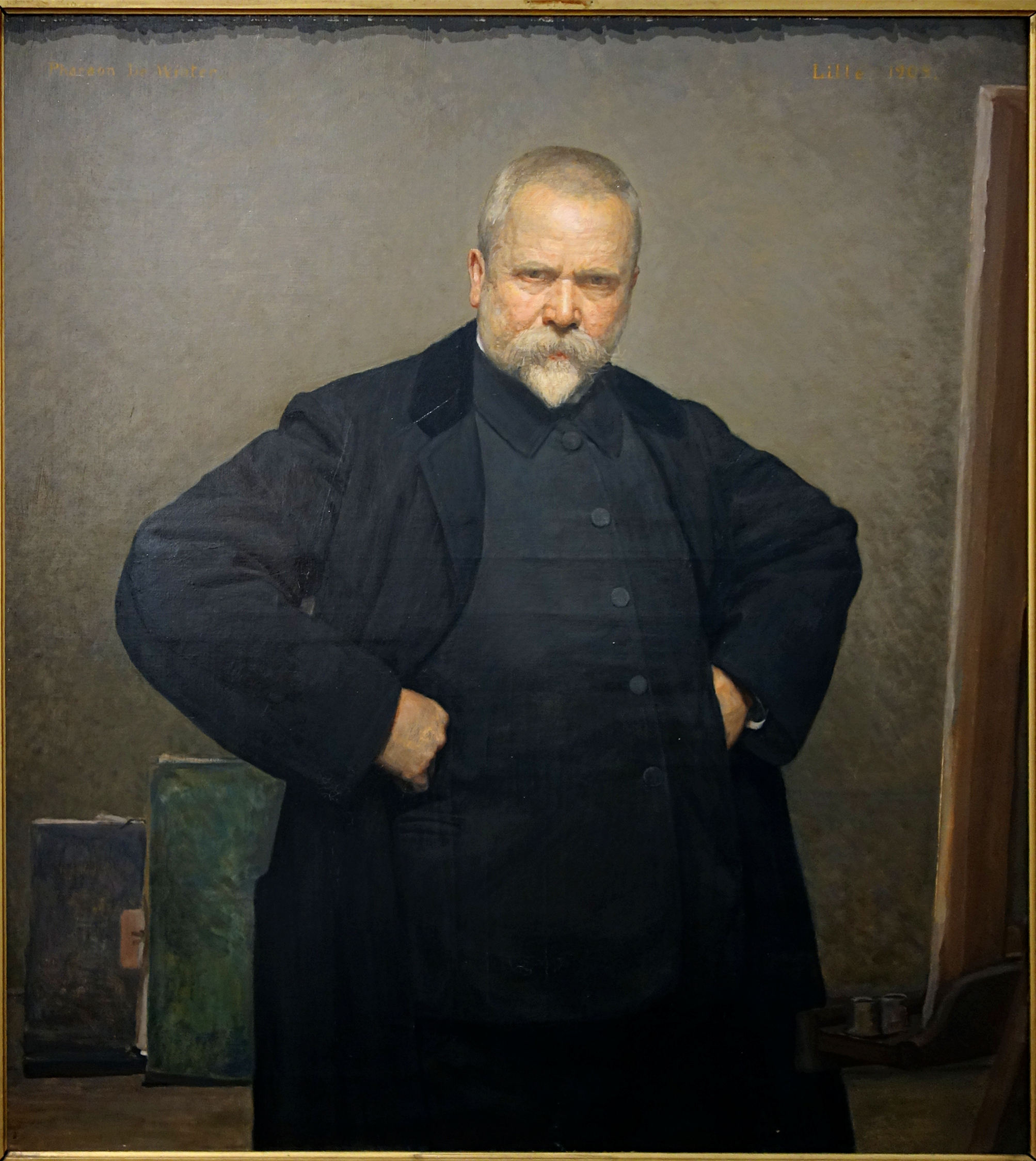
Autoportrait (1904), palais des Beaux-Arts de Lille.
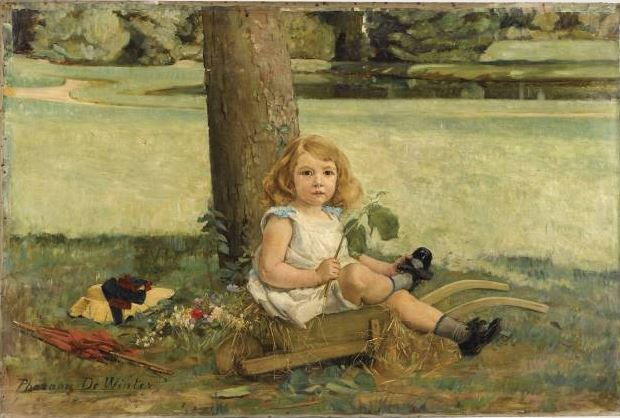
Mademoiselle Delebart (c1880), localisation inconnue
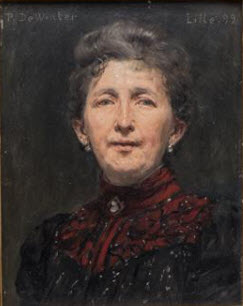
Portrait de femme (1899), localisation inconnue

## Salons
- 1879 : Le Dimanche des Rameaux, Salon de peinture et de sculpture  à Paris
- 1884 : Tondeur de moutons, Salon des artistes français à Paris
- 1886 : Au Dispensaire, Salon des artistes français à Paris
- 1887 : L'Attente d'une distribution de charité, Flandre, Salon des artistes français à Paris
- 1888 : En Flandre, Portrait de Mme G. L…, Salon des artistes français à Paris
- 1889 : Pendant la neuvaine, Flandre, Salon des artistes français à Paris
- 1890 : Portraits, Salon des artistes français à Paris
- 1892 : Portrait de M. le sénateur et maire de Lille, Portrait de Monseigneur H…, évêque missionnaire, Salon des artistes français à Paris
- 1893 : Un Bobineur, Flandre, Salon des artistes français à Paris
- 1894 : En prières, Souvenirs de Bruges, Salon des artistes français à Paris
- 1895 : Portrait de l'auteur, Religieuses de l'ordre des sœurs Augustines, Salon des artistes français à Paris
- 1896 : Méditation, Religieuse lisant l'office, Salon des artistes français à Paris
- 1897 : Portraits, Salon des artistes français à Paris
- 1898 : Religieuse de l'ordre des Augustines, Salon des artistes français à Paris
- 1900 : Un Trappiste géographe, Salon des artistes français à Paris
- 1901 : Une Lecture au couvent, Trappiste, Salon des artistes français à Paris
- 1902 : Méditation, Religieuse de l'ordre des Augustines, Salon des artistes français à Paris
- 1903 : Enfants de Marie, Salon des artistes français à Paris
- 1904 : Portrait de ma fille Rosa, Portrait de M. D…, Salon des artistes français à Paris
- 1905 : Portrait de l'auteur, Trappiste, Salon des artistes français à Paris
- 1906 : Portrait de Mme de B…, Portrait de M. O. D. W…, Salon des artistes français à Paris
- 1908 : Portrait de M. D…, Portrait de ma fille Rosa, Salon des artistes français à Paris

## Élèves
- Émile Ancelet (1865-1951)[réf. nécessaire]
- Jean Baltus (1880-1946)
- Anatole Odilon Bernast
- Abel Bertram (1871-1954)
- Lucien Blomme
- Marie Berton-Maire
- Omer Bouchery
- Aristide Delannoy
- Albert Dequene[3]
- Victor Dupont
- Paul Antoine Hallez
- Auguste Herbin
- Edmond Jamois
- Edmond-Jules Pennequin
- Léopold Simons
- Joseph Chauleur

- Jane Chauleur-Ozeel

## Postérité

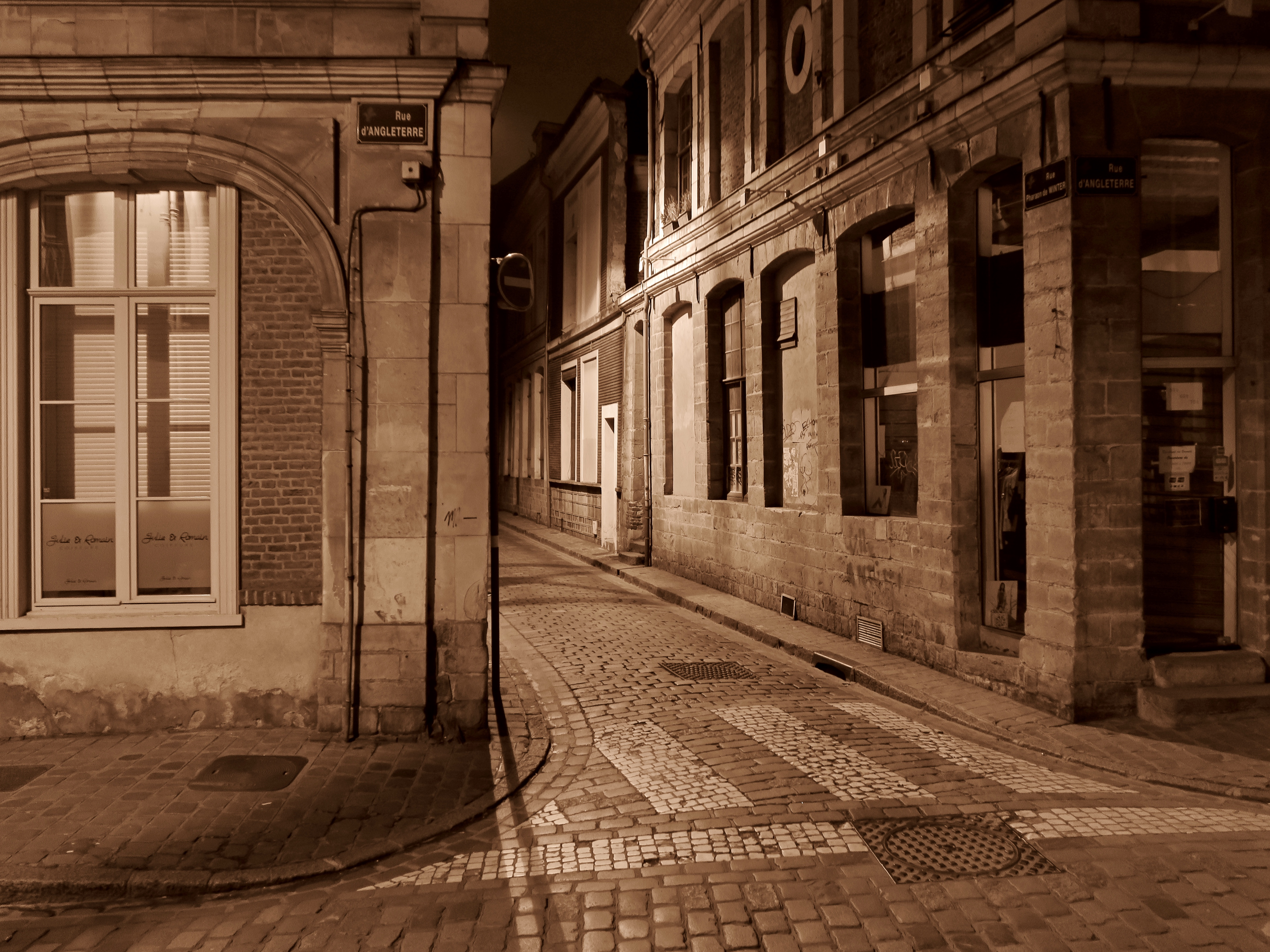
Rue Pharaon de Winter à Lille

La rue où il a grandi est baptisée de son nom à Bailleul en octobre 1930. Par ailleurs, la Ville de Lille a donné son nom à la rue qui relie la rue d'Angleterre et la rue Négrier, soit à quelques pas de l'école des beaux-arts du temps où elle était située face à l'école de musique, place du Concert.
Le personnage principal du film L'humanité de Bruno Dumont (1999) est baptisé Pharaon de Winter et présenté comme étant le petit-fils du peintre, lieutenant de police à Bailleul. Un passage du film montre le protagoniste prêter un tableau de Pharaon de Winter à un musée de sa région à l'occasion d'une exposition temporaire.
Un groupe musical français composé de Maxime Chamoux, Thomas Pirot, Raphaël Ankierman et FX Guéant-Mata a pris son nom.

### Biographie
- Ville de Wambrechies, « Exposition Pharaon de Winter », Journée du Patrimoine,‎ 20 septembre 2009, p. 16 (lire en ligne, consulté le 13 mars 2019).